# Vélez-Blanco
Vélez-Blanco er en by og kommune i det sydøstlige Spanien i provinsen Almería. Den har et indbyggertal på 1.933 (2024) indbyggere.